# Mundialito (Frauenfußball)
Die Mundialito (Kleine Weltmeisterschaft) war ein internationales Einladungsturnier für Frauenfußballnationalmannschaften. Das Turnier fand zwischen 1984 und 1988 viermal im Norden Italiens statt. Es war zu der Zeit eines der bedeutendsten Turniere im Frauenfußball. Das Turnier wurde je zweimal von England und Italien gewonnen, wobei Italien immer das Finale erreichte. In einigen Quellen wird ein Turnier unter der Bezeichnung Portpier 81 International Ladies Football Festival als erste Ausgabe der Mundialito geführt, da dies vor allem von italienischer Seite im Nachhinein als erste Ausgabe angesehen wurde.

## Spielorte
Die Mundialitos fanden in vier verschiedenen Städten statt.
| Jesolo |

| Caorle |

| Arco |

| Riva del Garda |

| Jesolo |

| Caorle |

| Arco |

| Riva del Garda |

## Erstteilnahmen
Bei den vier ausgetragenen Turnieren gab es insgesamt 12 Teilnehmer, wobei Italien als einzige Mannschaft immer teilnahm. Die nachfolgende Übersicht zeigt, bei welcher Austragung welches Land erstmals teilnahm (Anzahl der Teilnahmen in Klammern). Die beiden besten Mannschaften der 1980er Jahre Norwegen (Europameister 1987 und Gewinner des FIFA-Frauen-Einladungsturniers 1988) und Schweden (Europameister 1984) nahmen nie teil.
| Jahr | Erstteilnehmer | Erstteilnehmer     | Erstteilnehmer | Erstteilnehmer |               |
| ---- | -------------- | ------------------ | -------------- | -------------- | ------------- |
| 1984 | Belgien (1)    | BR Deutschland (2) | England (3)    | Italien (4)    |               |
| 1985 | Dänemark (1)   | USA (3)            | USA (3)        | USA (3)        |               |
| 1986 | Brasilien (1)  | China (1)          | Japan (1)      | Mexiko (1)     |               |
| 1988 | Frankreich (1) | Italien-B (1)      | Italien-B (1)  | Italien-B (1)  | Italien-B (1) |

## Modus
An den ersten beiden Austragungen nahmen vier Mannschaften teil, die zunächst in einer Gruppe gegen die drei anderen Mannschaften spielte. Die Mannschaften auf Platz 1 und 2 spielten dann im Finale, die beiden Mannschaften auf Platz 3 und 4 um Platz 3. Bei den beiden letzten Austragungen nahmen sechs Mannschaften teil, die zunächst in zwei Dreiergruppen gegeneinander spielten. Die Erstplatzierten der beiden Gruppen spielten im Halbfinale gegen die Zweitplatzierten, die Halbfinalsieger im Finale, die Verlierer um Platz 3. Die Drittplatzierten der Gruppen schieden aus.

## Die Turniere im Überblick
| (1981) | Japan (Kōbe)                    | Italien | Ligasystem | Dänemark       | England  | Ligasystem | Japan      |
| 1984   | Italien (Jesolo / Caorle)       | Italien | 3:1        | BR Deutschland | England  | 2:1        | Belgien    |
| 1985   | Italien (Jesolo / Caorle)       | England | 3:2        | Italien        | Dänemark | 1:0        | USA        |
| 1986   | Italien (Jesolo)                | Italien | 1:0        | USA            | China    | 2:1        | Japan      |
| 1988   | Italien (Arco / Riva del Garda) | England | 2:1 n. V.  | Italien        | USA      | 1:0        | Frankreich |

## Ranglisten
| Rang | Land           | Titel | Jahr(e)    | 2. | 3. | 4. |
| ---- | -------------- | ----- | ---------- | -- | -- | -- |
| 1    | Italien        | 2     | 1984, 1986 | 2  |    |    |
| 2    | England        | 2     | 1985, 1988 |    | 1  |    |
| 3    | USA            |       |            | 1  | 1  | 1  |
| 4    | BR Deutschland |       |            | 1  |    |    |
| 5    | China          |       |            |    | 1  |    |
|      | Dänemark       |       |            |    | 1  |    |
| 7    | Belgien        |       |            |    |    | 1  |
|      | Japan          |       |            |    |    | 1  |
|      | Frankreich     |       |            |    |    | 1  |

| Rang | Konföderation | Titel | 2. | 3. | 4. |
| ---- | ------------- | ----- | -- | -- | -- |
| 1    | UEFA          | 4     | 3  | 2  | 2  |
| 2    | CONCACAF      | 0     | 1  | 1  | 1  |
| 3    | AFC           | 0     | 0  | 1  | 1  |
| 4    | CONMEBOL      | 0     | 0  | 0  | 0  |
| 5    | OFC*          | /     | /  | /  | /  |
|      | CAF *         | /     | /  | /  | /  |

## Teilnehmerübersicht
| Mannschaft     | 1984 | 1985 | 1986 | 1988 |
| -------------- | ---- | ---- | ---- | ---- |
| Belgien        | 4    | –    | –    | –    |
| Brasilien      | –    | –    | VR   | –    |
| China          | –    | –    | 3.   |      |
| Dänemark       | –    | 3.   | –    | –    |
| BR Deutschland | 2.   | –    | –    | VR   |
| England        | 3.   | 1.   | –    | 1.   |
| Frankreich     | –    | –    | –    | 4.   |
| Italien        | 1.   | 2.   | 1.   | 2.   |
| Italien-B      | –    | –    | –    | VR   |
| Japan          | –    | –    | 4.   | –    |
| Mexiko         | –    | –    | VR   | –    |
| USA            | –    | 4.   | 2.   | 3.   |

1. ↑  Nach Losentscheid bei Punkt- und Torgleichheit mit China

## Torschützinnen
| Jahr | Spielerin(nen)                | Tore |
| ---- | ----------------------------- | ---- |
| 1984 | Carolina Morace               | 4    |
| 1985 | Ida Golin                     | 5    |
| 1986 | Ida Golin Elisabetta Vignotto | 5    |
| 1988 | Anna Mega                     | 4    |

1. ↑  Daten gemäß Spielberichten des DFB, der DBU, der FIGC, der FFF, der Länderspielliste der JFA und dem 2015 WNT Media Guide.

## Besonderheiten
- Der italienische Verband zählt auch die Spiele im Rahmen eines 1981 in Japan durchgeführten Turniers als Mundialito, an dem neben Italien und Gastgeber Japan noch Dänemark und England teilnahmen. Der dänische Verband führt die Spiele 1981 als „International turnering“, die Spiele bei der Mundialito 1985 dagegen als „Uofficielt VM“
- In der RSSSF-Statistik der Mundialito wird auch eine Austragung 1982 gelistet, an der Italien und Dänemark teilnehmen, das Spiel zwischen beiden wird von den Verbänden als normales Länderspiel geführt.
- Die Auswahl der USA bestritt beim Turnier 1985 ihre ersten Länderspiele, Brasilien, die Volksrepublik China und Mexiko 1986.
- Für Japan waren es die ersten Spiele auf einem anderen Kontinent.
- Deutschland traf bei der Mundialito 1984 erstmals auf England und 1988 erstmals auf die USA.
- Die drei Rekordspielerinnen bestritten die Maximalzahl von 16 Spielen.
- 1988 fand das Turnier unmittelbar nach dem FIFA-Frauen-Einladungsturnier statt. Von den Teilnehmern dort nahmen nur die USA auch an der Mundialito teil, wobei die USA mit einer nahezu identischen Mannschaft an beiden Turnieren teilnahmen.
- Vielfach wird auch der erstmals 1994 ausgetragene Algarve-Cup aufgrund des meistens hochklassigen Teilnehmerfeldes als „Mundialito“ bezeichnet.[1]
- Rekordtorschützin Carolina Morace ist die einzige Spielerin, die bei jeder Austragung mindestens ein Tor erzielte.